# TBC股份有限公司
TBC股份有限公司，是韓國大邱的一家地区性广播电视公司，廣播範圍涵蓋大邱及慶尚北道。1994年10月7日开播。属于SBS聯播網成員。

## 站点
- 电视
  - 频道 - 15（遙控器代表數字：6-1）
  - 开播 - 1995年5月14日
  - 联盟 - 广岛HOME电视台（日本广岛 开始于2002年。）

- 调频广播 （梦调频）
  - 频率 - 99.3, 99.7, 106.5 MHz
  - 开播 - 1997年12月1日

## 備註
1. ↑  2015年5月14日，大邱廣播成立20周年，原名稱改為單獨使用TBC此名稱。